# C16orf47
C16orf47 (англ. Chromosome 16 open reading frame 47) – білок, який кодується однойменним геном, розташованим у людей на 16-й хромосомі. Довжина поліпептидного ланцюга білка становить 133 амінокислот, а молекулярна маса — 14 599.
| 10         |  | 20         |  | 30         |  | 40         |  | 50         |
| ---------- |  | ---------- |  | ---------- |  | ---------- |  | ---------- |
| MVSSFAGIRE |  | IEKLRHKEVN |  | KSQQGTGPGL |  | EPRGSNSRTS |  | ATSSGTKRQL |
| HRVLRGQWLS |  | SSAPVSSAEP |  | KASHLCIQGL |  | SSSPIHHQGP |  | VILPVDARLS |
| LDVSVPEQRC |  | SSYYLGRLWP |  | QKYLVSSHSV |  | KWN        |  |            |

A: Аланін

C: Цистеїн

D: Аспарагінова кислота

E: Глутамінова кислота

F: Фенілаланін

G: Гліцин

H: Гістидин

I: Ізолейцин

K: Лізин

L: Лейцин

M: Метіонін

N: Аспарагін

P: Пролін

Q: Глутамін

R: Аргінін

S: Серин

T: Треонін

V: Валін

W: Триптофан